# Сорока Олександр Мусійович
Олекса́ндр Мусі́йович Соро́ка (19 грудня 1901, Баришівка — 12 жовтня 1941, Непокрите) — український поет і перекладач. Псевдоніми: Муляр, Копиця, Крокіс, Вакар, Тимко, Гаркуша, Акорос.

## Біографія
Олександр Мусійович Сорока народився 7 (19) грудня 1901 року в селі Баришівка на Київщині в сім'ї безземельного селянина.
1923 року закінчив Баришівський культосвітній технікум. Після цього вчителював у селі Хотів під Києвом. Там почав писати вірші.
1924 року переїхав до Києва. Працював у Державному видавництві України.
Закінчив Харківський плановий інститут, навчався на літературному відділенні Київського університету.
Редагував журнали «Друг дітей», «Під контроль мас».
1939 року вступив до ВКП(б).
1941 року Олександр Сорока працював головним редактором видавництва «Радянська школа». На початку липня евакуювався до Харкова з філіалом видавництва. 19 липня 1941 року його заарештували. Головне обвинувачення полягало в тому, що, будучи головним редактором, письменник дав вказівку співробітникам видавництва не орієнтуватися в роботі на мову «Короткого курсу історії ВКП(б)», виданого українською мовою. Йому також інкримінували особисту участь в контрреволюційній українській націоналістичній організації, яка в своїй діяльності орієнтувалася на фашистську Німеччину, схвалення загарбницької політики Гітлера, надії на поразку СРСР у війні з Німеччиною. Сорока категорично відкинув усі звинувачення.
Як зазначено в акті конвою, Сорока 12 жовтня 1941 року під час етапу з тюрми Харкова в тюрму Іркутська при спробі втечі був убитий. А насправді він став жертвою Трагедії в селі Непокрите. Заарештованих людей анкаведисти вивели з міста, завели в сарай того села, зачинили й підпалили. Письменник Дмитро Нитченко згадував: "Поет Олександер Сорока, тікаючи, відбіг на два кілометри від палаючої клуні, але енкаведист на мо-тоциклі наздогнав його. Два постріли в спину спинили його життя."
29 лютого 1956 року ухвалою слідчої частини КДБ при Раді Міністрів УРСР справу зі звинувачення Олекскандра Мусійовича Сороки припинено за відсутністю складу злочину.

## Творчість
Збірки поезій:
- «Кимак» (1929),
- «На рейках» (1931),
- «Життя в русі» (1936),
- «Горно» (1941),
- посмертні видання «Вибране» (1959; 1966).

Перекладав із російської, вірменської, білоруської, калмицької, грузинської та інших мов.